# コナミコマンド

ファミコンでの入力順

コナミコマンドとは、コナミ（およびコナミデジタルエンタテインメント）から発売された、多数のコンピュータゲームに登場する隠しコマンドの一種である。

## コマンド

### 入力方法
初出であるファミリーコンピュータ版『グラディウス』（1986年）の「上上下下左右左右BA」という基本形が存在するほか、その一部を変更した変種も多数存在している。PlayStation系の機種では「上上下下左右左右×○」、携帯電話のアプリでは「上上下下左右左右573（コナミ）」のようになっていたり、最後のボタン入力を省いて「上上下下左右左右」の方向入力のみが登場するもの、右手と左手を入れ替えたもの（スーパーファミコン以降、スーパーファミコンで言うと「XXBBYAYA下右」）、「左右左右」の部分を「LRLR」に置き換えたものなど、複数の変形パターンがある。

### 入力後
ファミコン版グラディウスにおいては、コナミコマンドを入力すると自機が大幅に強化される。最強状態ではないものの、スピードアップ1段階・ミサイル・オプション2つ・バリアを装備した状態になり、攻略がかなり容易になる。
後の一部作品ではコナミコマンドを使用されることを見越して、通常のコマンドを入力すると自爆などのマイナス効果を受けるようになっており、強化を得るには変形を加えたコマンドを入力する必要がある。

## 経緯
このコマンドは、アーケード（業務用）版『グラディウス』をファミコンに移植する際、その難易度の高さに苦戦するスタッフを見かねて、プログラマーの橋本和久が組み込んだデバッグ用コマンドである。移植完了後は削除する予定だったが開発チームが失念、当時の「裏技ブーム」にあやかるためにそのまま販売された。
コマンドの入力方法については、そのメンバーが自分で覚えやすいことを基準にしてこのような形になった。
コナミコマンドは『ギネス世界記録』に「もっともよく知られている隠しコマンド」として掲載された。
2021年4月25日に本コマンドが35周年を迎えたことを記念して、コナミデジタルエンタテインメントから特設サイトが公開され、様々な関連グッズや、「↑↑↓↓←→←→BA / meiyo」を始めとする複数の記念楽曲などが制作された。

## コナミ作品で使用された例
以後の作品において使用された例を以下に示す。

### グラディウスシリーズ
グラディウス（ファミコン）
ポーズ中に入力するとミサイル、オプション×2、バリアが装備される。効果があるのは初期状態では1回だけだが、ビッグコアを倒すごとに1回増える。確認されている中で一番古いコナミコマンドである。
コナミアーケードコレクション版グラディウス（ニンテンドーDS）
アーケード版の移植だがコマンドが追加されている。セレクトボタンを押す（コイン投入）前に入力してゲームを始め、ゲーム中にスタートボタンを押すと、ファミコン版と同様の条件でフル装備になる。ただし、ペナルティとしてスコアが記録されなくなる。
また、XXBBAYAY下左（コナミコマンドを左右反転したボタン配置）と入力すると画面が左右反転のミラーモードになる。
グラディウス near Arcade（PCエンジン mini）
バブルシステムの読み込みの場面で入力するとサウンドテストが閲覧可能。
グラディウスII（ファミコン）
タイトル画面で入力することで残機数の初期値が30となる。
アーケードアーカイブス版グラディウス・グラディウスII -GOFERの野望-（PlayStation 4,Nintendo Switch・配信元はハムスター）
バージョン選択画面で入力すると、『グラディウス』では本編未使用のBGM（GRADIUS Spare BGM）が流れ、『II』では全てのBGMを順番に再生する「サウンドモード」が始まる。
グラディウスIII（スーパーファミコン）
上上下下左右左右BAのコマンド入力では、フル装備状態になるものの、ポーズを解除するとメガクラッシュと同様のフラッシュとともに自爆する。確認されている中で一番古い「通常のコナミコマンドでマイナス効果を受ける」作品である。
上上下下LRLRBAで安全にフル装備（ミサイル+オプション4つ+シールド装備）を獲得できる。
グラディウスジェネレーション（ゲームボーイアドバンス）
上上下下左右左右BA、または下下上上RLRLABのコマンド入力では、どちらもフル装備状態にはなるが、ポーズ解除後に自爆する。
上上下下LRLRBA、または下下上上右左右左ABで安全にフル装備（ミサイル+オプション4つ+シールド装備）を獲得できる。
グラディウス外伝（PlayStation）
スピード×1、ミサイル×1、レーザー×1、オプション×3、バリアが装備される。
グラディウスIII&IV -復活の神話-（PlayStation 2）
標準コマンド（Bは×、Aは○）でフルパワーアップ。×/○を□/△に置き換えるとレーザーではなくダブルを装備したフルパワーアップとなる。『III』は残機数分+クリアした回数、『IV』はクリアした回数のみとなっている。
グラディウスV（PlayStation 2）
×/○をL1/R1に置き換えることでレーザー、L2/R2に置き換えることでダブルを装備したフルパワーアップとなる。
グラディウス ポータブル（PlayStation Portable）
標準コマンド（Bは×、Aは○）でレーザー装備のフルパワーアップ。全作品共通。
なお、本作の店頭用販促ポスターはリバーシブル仕様となっており、裏面は白地に筆文字で「上上下下左右左右×○スタート!」と大きく書かれたデザインであった。
グラディウス リバース（Wiiウェア）
オプション4個が装備される。本作では4通りコントローラがあり、BAの部分に使用するコマンドが異なる場合がある（Wiiリモコン横持ちの場合は1ボタン2ボタンと入力）。
ネメシス（ゲームボーイ）
上上下下左右左右BAでフル装備状態に。ただし1回のみ。
ネメシスII（ゲームボーイ）
タイトル画面で入力すると難易度が高くなった状態でスタートできる。
パロディウスだ!/極上パロディウス（スーパーファミコン）
上上下下左右左右BA、上上下下LRLRBAのコマンド入力では、フル装備状態にはなるが、ポーズ解除後に自爆する。
BBXXAYAY上左で自爆することなく装備できる。これはコントローラーの表裏はそのままに180度回転させた状態で入力したものである。
また、コンフィグ画面で上上下下左右左右BAを入力すると、7までしかなかったLEVELに最高難易度の8が追加される。
パロディウスだ!（ゲームボーイ）
通常のフルパワーアップの他に、起動時のKONAMIロゴ（『コナミGBコレクションVol.4』版は「Now loading」）で入力するとサウンドモードになる。
極上パロディウスだ! DELUXE PACK（PlayStation）
上上下下左右左右×○でフル装備状態、△△××○□○□下左で無敵状態に（もう一度入力すると無敵解除）。無敵コマンドはコントローラーの上下をそのままに水平方向に180度回転させ裏返しにした状態で入力したものである。
以上2つのコマンドが『パロディウスだ!』と『極上パロディウス』の両方で使える。
グラディウスIV（AC）
機体選択画面が出ているときに2P側コントローラーで上上下下左右左右BC（Bはショット、Cはミサイル）と入力。音声が聞こえると難易度が上がったバージョンになる。

### 魂斗羅シリーズ
※下記以外のシリーズにも隠しコマンド自体は存在するが、コナミコマンドとは異なるので割愛する。
魂斗羅（ファミコン）
タイトル画面で入力することで残機数の初期値が30になる。
コントラ（ゲームボーイ）
タイトル画面で上上下下左右左右BABAを入力すると残機数の初期値が9になり、上下左右BAを入力するとサウンドテストモードになる。
真魂斗羅（PlayStation 2）
タイトル画面時にコントローラー2で上上下下L1R1L2R2L3R3と押す（L3、R3は押し込む）と初期残機数が30機になる。しかし、クレジットを消費するかタイトル画面に戻るかで無効化される。
ネオコントラ（PlayStation 2）
タイトル画面時に上上下下L1R1L2R2L3R3と押すと初期残機数が20機になる。
魂斗羅 Dual Spirits（ニンテンドーDS）
難易度ノーマル以上でポーズ中に上上下下左右左右BAと入力しポーズを解除すると、装備中の武器が二段階目にパワーアップするが、1ステージにつき1回のみ有効で、2回目以降は自爆コマンドとなる。なお、当然ながら武器を装備していなければ効果は得られない。

### サイレントヒルシリーズ
サイレントヒル3（PlayStation 2）
Extra New Gameにカーソルを合わせ、 コナミコマンドを入力してゲームを始めると、ダグラスがコートとネクタイの下はパンツ一丁という、変態的な格好で登場する。
サイレントヒル0（PlayStation Portable）
2周目以降のプレイ中にコナミコマンドを入力しクリアすると『サイレントヒル3』のヴィンセントのコスプレが手に入る。
SILENT HILL: HOMECOMING（PlayStation 3、Xbox 360）
タイトル画面でPress Startが表示されている際に、コナミコマンドを入力するとゲーム中の回想シーンに登場する若い頃のAlexの服装が手に入る。

### BEMANIシリーズ
音楽ゲーム「BEMANIシリーズ」の中でも、入力機器が矢印パネルであることから特に『Dance Dance Revolution』シリーズに多く見られる。
その他のシリーズでも、「選曲画面での操作においてカーソルを上上下下左右左右と移動させる操作で隠し要素が出現する」「隠し要素などには絡まないが、譜面や演出に絡んでいる」などのパターンがある。

#### Dance Dance Revolutionシリーズ
コマンドではなく譜面のパターンとして上上下下左右左右が登場するケースもある。
Dance Dance Revolution（アーケード、PlayStation）
Doubleモードのコマンドが上上下下左右左右であった。
Dance Dance Revolution（PlayStation）
「MAKE A JAM!」のBASIC/SINGLE譜面の中に上上下下左右左右（左右は8分）というパターンが5回登場する。上上下下右左右左（右左は8分）というフェイントも1回登場する。
Dance Dance Revolution 2ndReMix（PlayStation）
タイトル画面で方向キーで上上下下左右左右と入力するとタイトルの光が白からピンクになり、キャラの動きなどを制限して読み込む速さを早くする「スーパーモード」になる。もう一度入れるとタイトルの光の色が白に戻り、「スーパーモード」は解除される。
おはスタDance Dance Revolution（PlayStation）
タイトル画面で方向キーで上上下下左右左右と入力すると実況の声を通常のベッキーからやまちゃん（山寺宏一）に変更することができる。もう一度入力するとベッキーに戻る。
また、カード選択時にセレクトボタンを押しながら上記のコマンドを入力すると、カードをオートで引くようになる。スタートボタンを押し続けると解除される。
Dance Dance Revolution 5thMix（PlayStation）
GALLERY MODEのNo.224にカーソルを合わせて上上下下左右左右×○と入力すると（○はページリストになってから入力する必要がある）、No.224〜228がオープンになる。
Dance Dance Revolution EXTREME（アーケード、PlayStation 2）
STANDARD/SINGLEの「Twin Bee -Generation X-」はデフォルト→RIGHT→MIRROR→LEFTの順で上上下下左右左右のパターンで始まる。また、HEAVY/SINGLEも上上下下左右左右左右（左右は8分）で始まる。
Dance Dance Revolution Ultramix（US版Xbox）
ポート4にコントローラを接続してコマンドを入力すると全ての隠し曲が解禁となる。
Dance Dance Revolution X（アーケード、PlayStation 2）
「30 Lives（Up-Up-Down-Dance Mix）」という楽曲で、"UP UP DOWN DOWN LEFT RIGHT LEFT RIGHT B A SELECT START"というフレーズが出てくる。譜面やムービーもその歌詞を意識したものになっている。なお、この曲はアメリカで実施された「DDR SONG CONTEST 2008」の公募より採用された作品である。
Dance Dance Revolution（2013年版）（アーケード）
連動企画「jubeat, GITADORA, DDRのTriple Journey」の2013年8月26日付けのお題として、総合リザルト画面の表示中にフットパネルを上上下下左右左右と入力後、モニタ側のボタンを左・右の順番で押すことにより「Chinese Snowy Dance」の解禁フラグが成立、次回プレー時に解禁されるようになっていた。
このお題においては、公式サイトのヒント画像も『グラディウス』のステージ1を模したものになっていた。なお、このイベントはコマンドの受付期間が9月2日5時までであり、実行した後は10月1日午前5時までにもう一度プレイすることで実際の解禁が行われる仕様だった。
DanceDanceRevolution A3（アーケード）
2022年4月7日より35周年記念楽曲「↑↑↓↓←→←→BA / meiyo」「GRADIUS REMIX（↑↑↓↓←→←→BA Ver.） / TOKYO MACHINE」が配信。

#### pop'n musicシリーズ
「44663737（左青2回→右青2回→左緑→右緑→左緑→右緑）+α」というパターンが多い。選曲画面でのボタン操作は、4と6（青ボタン）を押すとカーソルが上下に移動し、3と7（緑ボタン）が左右（カテゴリ移動に使われているバージョンもある）に使用されているため、画面のカーソルの動きが上上下下左右左右に対応している。
なお、最後が28となる「4466373728」コマンドの場合、PlayStation 2版においては専用コントローラー使用時は前述通りだが、アナログコントローラー使用時にはコマンドが変わって原典通りの「上上下下左右左右」の方向キー操作の後に「L1R1」、もしくはSELECTボタンを押しながら「×○」（SELECTボタンを押している間は決定およびキャンセルが無効化される）というコマンドになっており、後者ではSELECTを押しながらグラディウスにおけるパワーアップコマンドを入力するということになる。
pop'n music GB（ゲームボーイ）
パスワードをUUDDLRLRBAと入力すると練習ステージ以外が選択不可能になってしまう。本作は後述の『beatmania GB』の後に発売されており、同作における全解禁パスワードを本作ではトラップとして使用していると言える。
ちなみに全解禁のパスワードは「MAX」。
pop'n music 5（アーケード、PlayStation）
隠し曲「ポジティブREMIX」の出現コマンドが4466373721（最後は左黄色→左白）となっている。
pop'n music 11（アーケード、PlayStation 2）
1ステージ目か2ステージ目の選曲画面で4466373728（最後は左黄色→右黄色）と入れると効果音（『グラディウス』の決定音）が鳴り、これが隠し曲「グラディウス」の出現条件の一部となっていた。PS2版では前述のアナログコントローラによる別コマンドも有効（以下のPS2版作品でも同様）。
pop'n music 12 いろは（アーケード、PlayStation 2）
1ステージ目か2ステージ目の選曲画面で4466373728もしくはPS2版でアナログコントローラによる別コマンドを入れると効果音（『がんばれゴエモン』の主人公ゴエモンの声「御用だ!」）が鳴り、これが隠し曲「ゴエモン」の出現条件の一部となっていた。
PS2版では隠し曲「パンキッシュガール」、「ハードカントリー」、「スカ」の出現条件としても使用されている。
pop'n music 13 カーニバル、pop'n music 14 FEVER!（PlayStation 2）
PlayStation 2版限定、アーケードでは不可能。通常のチャレンジモードにて、1ステージ目か2ステージ目の選曲画面で4466373728もしくはアナログコントローラによる別コマンドを入れると謎の効果音が鳴るが、2作とも特に何も起こらない。
pop'n music 15 ADVENTURE（アーケード）
特定の条件を満たし、2ステージ目の選曲画面の背景が夜になった状態で4466373728と入れると効果音（『悪魔城ドラキュラ』のアイテム取得音）が鳴り、これが隠し曲「悪魔城ドラキュラ」の出現条件となっていた。
pop'n music Be-Mouse（Windows Vista/XP/2000）
タイトル画面でボタンを押して2233191978と入れると効果音が鳴り、画面右下に「オリジナル」と表示され、譜面がBe-Mouse独自のものからアーケード版を再現したものに切り替わる。もう一度入力すると元の譜面に戻る。
他のシリーズとはコマンドが全く異なるが、2は上段、3は下段、1と9はそれぞれ左右端のボタンであり、また7・8のボタン同士の位置関係はSFCのB・Aボタンと同じ（さらに最初の2・3とは左右対称）なので、やはりコナミコマンドを再現したものとなっている。
Beat'n Groovy（Xbox 360）
タイトル画面で上上下下左右左右BAと入力すると効果音が鳴り、コントローラのボタン操作の配列が「左、上/下、右/X、Y/A、B」から「LT、LB、A/B/X/Y、RB、RT」へ変更される。もう一度入力すると元に戻る。
pop'n music 17 THE MOVIE（アーケード）
e-AMUSEMENT PASSを使用した状態でキャラクター「スマイル」を使用し、チャレンジモードか超チャレンジモードの1ステージ目の選曲画面で4466373728と入れると効果音（『Elebits』のSE）が鳴り、これが隠し曲「エレビッツポップ」の出現条件の一部となっていた。
pop'n music 19 TUNE STREET（アーケード）
タウンモードに登場するビックバイパーの台詞が「↑↑↓↓←→←→BA! Sorry, in this game, nothing happens.」となっていた。会話をしても特に効果はない。
pop'n music ラピストリア、pop'n music éclale（アーケード）
キャラクターのひとり「松下」の親密度ゲージを溜めてハートを10個集めると、ゲーム中の「キャラデコ」用のコメントパーツ「↑↑↓↓←→←→」を入手できた。
pop'n music 解明リドルズ（アーケード）
2022年3月10日より35周年記念楽曲「↑↑↓↓←→←→BA / meiyo」が配信。本タイトルでは隠し曲となっており、出現条件に『グラディウス』シリーズの楽曲および上述のコナミコマンドが絡んだ楽曲が関連していた。

#### GUITARFREAKS/drummaniaシリーズ
GUITARFREAKSにおいてはピッキングの上下がコマンドに絡むケースもある。
GUITARFREAKS（アーケード、PlayStation）
High Speed Edition（BPMと音程のスピードが2倍になる、初代および2nd MIXのみ）の出現コマンドが上ピック→上ピック→下ピック→下ピック→R→B→R→B→G→G。
drummania（アーケード、PlayStation 2）
EXPERT REALモードのコマンドがハイハット→ハイハット→スネアドラム→スネアドラム→ハイタム→ロータム→ハイタム→ロータム→バスドラム→バスドラム（キー配置がコナミコマンド風）となっている。
GuitarFreaks & DrumMania V3（PlayStation 2）
e-AMUSEMENT PASS カードナンバー（ユーザーコード）入力画面にUEUP-4TAD-WLRH-1MG1（上、UP、下、DW、L、R、ひ、右）、パスワードに8484（BABA）と入力すると隠し曲が全解禁される。
GITADORA GuitarFreaks & DrumMania（アーケード）
連動企画「jubeat, GITADORA, DDRのTriple Journey」の2013年8月28日付けのお題として、選曲画面で筐体の方向ボタンを上上下下左右左右と入力後、『GuitarFreaks』ではネックのBボタン、『DrumMania』ではバスドラムの右ペダルを入力すると画面左下にオトベアが「A」の吹き出しと共に現れ、その状態で曲名が「A」で始まる曲を選曲することで「†渚の小悪魔ラヴリィ〜レイディオ†（GITADORA Ver.）」の解禁フラグが成立、次回プレイ時に解禁されるようになっていた。
公式サイトのヒント画像はギター・ドラムともに上下左右の4方向に腕を振り回しており、ドラムはバスドラムのペダルを踏み、ギターは青いボタンを押さえているという物であった。また、壁には「A Start music!」と書かれたポスターが貼られており、選曲も含めて上上下下左右左右BAとなっている。
コマンドは筐体の方向ボタンではなく、『GuitarFreaks』ではピッキングレバーで上上下下の方向に入力後ネックボタンRGRGB、『DrumMania』ではパッドを使用しHT・HT・LT・LT・SN・FT・SN・FT・BDでもコマンド入力可能。
コマンド受付は2013年9月2日 5:00まで、コマンド入力後は10月1日 5:00までに再度プレイすることが解禁条件であった（DDRの「Chinese Snowy Dance」と同様）。
GITADORA OverDrive（アーケード）
バトルモードのマッチングで選曲後、対戦相手の選曲を待っている間にSTART+HELPを押すと隠しミニゲームとしてオトベアが自機および敵機のシューティングゲームを遊べるが、前記のコマンドの代わりに↑↑↓↓←→←→ HELP STARTとコマンドを入力した場合は敵機がにゃぐわに変わった高難易度版になる。

#### beatmania IIDXシリーズ
beatmania IIDX 10th style 以降（アーケード、PlayStation 2）
EXPERT VIEW（EXPERTのコース内容を閲覧できる）のコマンドが7鍵盤で2211353576（キー配置がコナミコマンド風）となっている。
表示される範囲はバージョンによって異なる模様（10th Style（公式では非公開で、解析により判明している）では5曲目まで全て表示されていたが、16 EMPRESSでは3曲目まで）。
beatmania IIDX 15 DJ TROOPERS 以降（アーケード）
プレーオプションを表示した状態で、e-AMUSEMENT PASS 挿入機のテンキーから88224646（テンキー上の位置関係で上上下下左右左右）と入力すると、隠しオプション「REGUL SPEED」が出現する。このオプションの効果は、画面上で流れる譜面のノートのスクロールスピードが曲のBPMに影響されず常に一定になるという効果であるが、代わりにハイスコアが保存されなくなる。
beatmania IIDX 22 PENDUAL（アーケード）
イベント「Chrono Seeker」の最終局面において、Effectを2回→VEFXを2回→1P Start→2P START→1P Start→2P STARTと入力し、その後鍵盤を黒→白の順で押した上でグラディウス関係の曲をプレーすることが「Broken Sword」の解禁条件となっていた。2つの鍵盤を除けばボタンの配置が上上下下左右左右となっており、また鍵盤は黒がフォルダ閉じ、白が決定で使われている。
なお、同イベントは2014年12月21日で終了している。

#### jubeatシリーズ
jubeat plus（iPad、iPhone、iPod touch）
タイトル画面で指を上上下下左右左右とスライドさせたあと、タイトルロゴ（jubeat plus）のb・aを順にタッチすると効果音（『グラディウス』クレジット音）が鳴るが、タイトルの背景グラフィックの流れる速度が早くなる以外は特に何も起こらない。ただし、knitスキンの場合のみコンシェルジュが登場する。また、アプリが他社とのコラボを行っている場合、コンシェルジュの代わりにコラボ先と関連したキャラクターやオブジェクトが登場することもある。2017年4月5日のアップデートによりknitスキンの場合は最後のタッチをa・bの順にすることで、期間限定だったひなビタ♪のスキンに変更できるようになった。
jubeat knit（アーケード）
プレーTUNE数が750TUNEに達すると称号「↑↑↓↓←→←→BA」を獲得可能。後継作へは引き継がれない。
jubeat copious（アーケード）
『jubeat copious APPEND SOUNDTRACK』付属の特典コードで称号「↑↑↓↓←→←→BA」を獲得可能。後継作へは引き継がれない。
jubeat saucer以降（アーケード）
「きまぐれ称号パーツ」で引き当てるか、2012年12月17日以降にプレーすると称号「↑↑↓↓←→←→BA」を獲得可能。後継作へも引き継がれる。
jubeat saucer fulfill（アーケード）
2014年7月23日のアップデート以降より、PASELI使用プレーのモードセレクト画面でパネルを3・3・15・15・5・8・5・8・9・12の順 （3番パネルを↑、15番パネルを↓、4番パネルを←、8番パネルを→、9番パネルをB、12番パネルをAに見立てており、パネル上にもうっすらと表示されている）で入力すると、EXPERT OPTIONが使用可能になる。
なおコマンド入力でEXPERT OPTIONを解禁させたフラグは保存されるため、以後再度コマンドを入力する必要はない。
jubeat prop（アーケード）
モードセレクト画面でNORMALを選んだ後、プレイ曲数を選択する段階でパネルを3・3・15・15・5・8・5・8・9・12の順に入力するとEXPERT OPTIONが使用可能になる。
propではクレジットプレーでもEXPERT OPTIONが使用可能になった。また、saucer fulfillで使用可能にしていた場合でも改めて1回コマンドを入力する必要がある（一度入力すればEXPERT OPTIONが開放されたことが記録されるのはsaucer fulfillと同様）。
jubeat Qubell（アーケード）、jubeat plus（アプリ）
2017年2月23日より連動隠し曲として後述の『BeatStream アニムトライヴ』より楽曲「びいすと! / ビートまりおとARM」が移植され、曲中に「上上下下左右左右 Bと Aと ビートストリーム」という歌詞が登場し、ゲーム中のオブジェも歌詞に沿って配置されている。
jubeat festo（アーケード）
2022年2月7日より35周年記念楽曲「↑↑↓↓←→←→BA / meiyo」が配信。

#### その他BEMANIシリーズ
beatmania GB（ゲームボーイ）
パスワードをUUDDLRLRBAと入力すると全ての隠し曲が解禁となる。U=Up、D=Down、L=Left、R=Rightの頭文字と考えるとコナミコマンドになっている。
REFLEC BEAT plus（iPad）
jubeat plusと同様に、タイトル画面で指を上上下下左右左右とスライドさせたあと、タイトルロゴ（REFLEC BEAT plus）のB・Aを順にタッチすると効果音（『グラディウス』クレジット音）が鳴る。デフォルトのスキンの場合、タイトルの背景グラフィックの流れる速度が早くなる以外は特に何も起こらないが、limelight、coletteスキンの場合爆発エフェクトが巨大化する。
2017年4月5日のアップデートからエフェクトの巨大化はデフォルトのオプションとして搭載されるようになり廃止。現在はこの方法でコマンドを入力するとグラディウスの自機の爆発音が鳴るようになっている。また、左右のスライドをそれぞれロゴのLとRに置き換えて上下のスライドの後にタップするとアップデート前のコマンドで鳴っていたクレジット音が鳴り、jubeat plusと同様期間限定だったひなビタのスキンが常時使用できるようになる。
BeatStream（アーケード）
2015年7月17日に「BeatStream稼働一周年プロジェクト」として追加配信されたオリジナル楽曲「びいすと! / ビートまりおとARM」にて、「上上下下左右左右 Bと Aと ビートストリーム」という歌詞が登場し、ゲーム中のオブジェも歌詞に沿って配置されている。この楽曲は後に『jubeat Qubell』にも移植された。
BeatStream アニムトライヴ（アーケード）
稼働時点から収録されている楽曲「GRADIUS 2012」のムービーはQrispy Joyboxによるファミコン版『グラディウス』のプレイ動画となっているが、途中でコナミコマンドを入力して強引にゲームクリアし、BisCoとタカハシサンを呆れさせるシーンが登場する。なお、このムービーのタイトルは「Qrispy Joyboxがグラディウスをプレーしてみた 〜クリアのためなら手段を選ばない編〜」、ムービー制作者名義は「手段を選ばないQrispy Joybox」となっている。
また、5thKACではスタッフが決勝最終楽曲の前に「上上下下左右左右BA」と入れるちょっとした行動（のアナウンス）があり、シークレット楽曲の解放に使用された。
SOUND VOLTEX IV HEAVENLY HAVEN（アーケード）
2018年1月18日より隠し曲として前述の『BeatStream アニムトライヴ』より楽曲「びいすと! / ビートまりおとARM」が移植され、曲中に「上上下下左右左右 Bと Aと ビートストリーム」という歌詞が登場し、ゲーム中のオブジェも歌詞に沿って配置されている。
ノスタルジア Op.2 / ノスタルジア Op.3（アーケード）
『Op.2』で2019年に行われたエイプリルフールイベント「ふれあい演奏会」にて登場する猫エフェクトをキャンセルし通常のプレイに戻す方法が画面の「上上下下左右左右」をタッチして鍵盤の「一番左、一番右」を押すとなっている。再度同じコマンドを入力するとエイプリルフール期間のみ演出が復活する。このイベントは『Op.3』においても2022年・2023年に再開催された。
SOUND VOLTEX EXCEED GEAR（アーケード）
2022年2月3日より35周年記念楽曲「↑↑↓↓←→←→BA / meiyo」が配信。本楽曲は複数タイトルに収録されたが、本機種が最速収録となっていた。
DANCERUSH STARDOM（アーケード）
2022年2月9日より開催のイベント「SPARK FESTIVAL 2021」の隠し曲として35周年記念楽曲「↑↑↓↓←→←→BA / meiyo」「GRADIUS REMIX（↑↑↓↓←→←→BA Ver.） / TOKYO MACHINE」が配信。

### メタルギアシリーズ
いずれもパワーアップなどの極端な反映は無く、敵の位置を表示するといった攻略の補助や最高難易度が選択可能になるなどゲーム進行に影響を及ぼさない小さな反応が主である。
メタルギアソリッド2 サンズ・オブ・リバティ（PlayStation 2）
クリア後の称号が表示される画面で入力すると、ソリッド・スネークに「何をする!」と言われる。
メタルギアソリッド2 サブスタンス（PlayStation 2）
MISSIONSの名前入力欄にUUDDLRLRBAと入力すると、すべてのミッションが最初から選べる。
メタルギアソリッド3 スネークイーター（PlayStation 2）
特定のステージで、マップに敵の位置が表示される、オープニングムービーの製作スタッフ名が表示されるなど（特定のステージで、マップに敵の位置が表示されるのはプレイヤーがいるエリアだけ）。
メタルギアソリッド4（PlayStation 3）
特定の難易度を除き、特定のステージで敵の位置が表示される。
メタルギアソリッド ピースウォーカー 未完成抑止版（体験版）（PlayStation Portable）
ミッション中に「STARTボタン」を押してメニューウィンドウを開き、「詳細マップ」に合わせた状態で入力すると、「ハンタータイプ」という『モンスターハンターシリーズ』を意識した操作体系に変更可能。
メタルギア ライジング リベンジェンス（PlayStation 3）
セーブデータを選びPRESS STARTのところでコマンドを入力すると雷電が「メタルギア ライジング リベンジェンス…」と呟き、全難易度が解除される。

### その他のコナミ作品
OZ -オズ-（PlayStation 2）
ステージ中（ボス戦時は不可）にスタートボタンでポーズ画面に入り、↑↑↓↓←→←→L1R1と入力することで斬撃のSEが鳴り、装甲ゲージがフルチャージ状態になる（難易度NORMAL以下）が、物語の進行状態により装甲ゲージが出現していない状態では入力しても効果は無い。L1とR1を逆に入力すると装甲ゲージがゼロになる。
ドロシーの大冒険のメニュー画面で入力すると、レベルアップのSEが鳴り、ステージ中のドロシーの衣装が変わる。
進め!対戦ぱずるだま（PlayStation）
対戦モードでスタートを押しながらコナミコマンド（あるいは類似したコマンド）を入れることで隠しキャラが使用可能。
激亀忍者伝（ファミコン）
タイトル画面で入力すると残機9+ステージセレクトになる。
ゴッドメディスン（ゲームボーイ）
シフグレイド北の洞窟の一番奥のプレートを「↑↑↓↓←→←→BA」を順に踏むと出口が開かれる。
魍魎戦記MADARA（ファミコン）
タイトル画面でコナミコマンドを反転したもの（↓↓↑↑→←→←AB）を入力するとサウンドテストになる。
麻雀格闘倶楽部シリーズ（アーケード）
『MFC2』のレバー式筐体では対局中に入力、『MFC3-5』では対局中に上（対面）上下（自分）下左（上家）右（下家）左右の順で名前表示欄を押す→次ボタン→和ボタンの順で押すと、BGMおよび効果音が初代『グラディウス』のものに変わる。類型として右、上、左をそれぞれ8回押す→次→和で『MFC1』『2』『3』のBGMが使用でき、下を8回→次→和で元の作品の曲に戻る。
初めて実装されたのは『MFC2』。ただしこの筐体では『MFC3』以降は稼動しなかったので、『MFC4』でタッチパネル入力で復活するまで、このBGMは使えない状態だった。
『MFC6』から『麻雀格闘倶楽部 ultimate version』までは2タイプある筐体のどちらも採用されていなかった。
『麻雀格闘倶楽部 u.v. 〜絆の章〜』の稼動中に行われた「KONAMI Arcade Championship 2011」のイベント終了後に解禁が行われ（同大会で対局アルバムを完成させてた人は先行で解禁され使用が可能だったがコマンド入力しないといけないので気づかない人も多数居た模様）、12月6日以降はコマンドさえ入力すれば誰でも使用できる様になった。なお、公式HPなどでは発表されていないが2タイプある筐体のどちらでも使用できる。
Castlevania 〜白夜の協奏曲〜（ゲームボーイアドバンス）
起動時のコナミロゴ中に入力すると、ボスラッシュモードでシモン・ベルモンド（初代と同じグラフィック、挙動）を操作可能。
実況パワフルプロ野球シリーズ
旧作にはメニュー画面で入力すると、地方球場や、パワプロオリジナル球場が出る。サクセスの作成済み選手閲覧画面で入力すると、12球団の選手の詳細ステータスが見られる。
12球団の選手データが公開化および解禁システム変更により現行のシリーズ作品に採用していないが、『2022』の「パワフェス」モードにて、矢部明雄が「ヤベディウス」（作中におけるグラディウスにあたる）をプレイするイベントでコナミコマンドを入力すると、『パワプロクンポケット4』で登場する選手「皇帝（すめら みかど）」を仲間になることが可能。
ときめきメモリアル 〜forever with you〜（PlayStation、セガサターン）
攻略対象キャラクターを全てクリアした状態で主人公の姓・名・あだ名をそれぞれ漢字の「上上」・「下下」・「左右左右×」と入力するとパラメータ初期値が全て0、矢印の「↑↑」・「↓↓」・「←→←→×」と入力するとパラメータ初期値が全て999になる。
主人公のあだ名に「こなみまん」と入力すると、パラメータ初期値が全て573になる。
カラオケBOXでのデートの際、相手の女の子が登場した時に入力すると通常のデート会話の代わりにゲーム中の曲を用いたカラオケモードになる。この時に選べるのは2曲だが、曲目リスト表示時にもう一度入力すると選べる曲がPS版で4曲、SS版で6曲に増える。
ときめきメモリアルドラマシリーズ Vol.2 彩のラブソング
ミニゲームである「コンカー」のプレイ中にポーズをかけて入力すると、紐緒結奈に何でもコナミコマンドで解決しようとする所を咎められる。
ときめきメモリアルドラマシリーズ Vol.3 旅立ちの詩
ミニゲームの弁当詰めゲームの入力パターンに、コナミコマンドが登場する。
ときめきメモリアル2（PlayStation）
ゲーム本編中2年目の文化祭で寿美幸とともに電脳部へ行ってからデータをセーブする。その後「おまけ」のミニゲーム「スペースリングファイター」をプレイし、タイトル画面で入力すると、難易度が大幅に上昇する。
ときめきメモリアル2 Substories Dancing Summer Vacation（PlayStation）
おまけ『Dance Dance Revolution Tokimeki MIX』において、選曲画面で↑↑↓↓←→←→↑と入力すると譜面スクロール速度2倍の"FAST"に、↑↑↓↓←→←→↓と入力すると譜面スクロール速度1/2の"SLOW"になる。発動しているモードのコマンドを再入力するとスクロール速度が標準に戻る。
ときめきメモリアル4（PlayStation Portable）
七河瑠依とデートしていてワル男（同じ場所にキャラ問わず3回連続デートすると戦闘になる）かキング（ワル男を2回以上倒して3年目の秋以降にデートすると戦闘になる）との戦闘中に彼女が使える奥義。3ターン目に奥義発動を選ぶと彼女がDDR風な画面で↑↑↓↓←→←→×○を押してビックバイパーを呼び、ビックバイパーがレーザーで敵を一掃するというもの。ただし、このコマンドはプレイヤーが入力することはない。
ときめきアイドル
プロデューサー情報のコメント欄に「上上下下左右左右BA」もしくは「↑↑↓↓←→←→BA」と入力するとネコ先輩の鳴き声が流れて、譜面がミラーモードになる。
ガチャガチャンプ（アーケード）
一部ミニゲームで、開始前にコナミコマンドを入力すると高難度になる。ただしインターフェースが左右2本のジョイスティックなので、「↑↑」「↓↓」「←→」「←→」の組み合わせで4入力する形になる。
Pop'nツインビー（スーパーファミコン）
ゲーム中にポーズして上上下下左右左右BA、上上下下LRLRBA、BBXXAYAY上左のコマンド入力で、すべてポーズ解除後に自爆する。また、上上上下下下左右左右左右BABABAを入力するとちび分身が9個に増える。 コンフィグ画面で上上下下左右左右BAを入力すると、7までしかなかったLEVELに最高難易度の8が追加される。
ツインビー レインボーベルアドベンチャー （スーパーファミコン）
ステージ内でポーズをかけて入力することで、自機の変更が可能。入力するごとに、ツインビーからウインビーへ、ウインビーからグインビーへ、グインビーからツインビーへ変更される。また、「↑↑↓↓LRLRBA」と入力することでフル装備状態になり更にライフが全回復する。
がんばれゴエモン〜ゆき姫救出絵巻〜（スーパーファミコン）
コナミコマンド自体は登場せず、町の住人の1人がコナミコマンドに対応していないことを悔しがっている。
がんばれゴエモン さらわれたエビス丸（ゲームボーイ）
ゲームオーバー後のコンティニュー画面で入力すると、サウンドテストモードに切り替わる。
ハヤテのごとく! ボクがロミオでロミオがボクで（ニンテンドーDS）
あいことばコマンドを入力するで、上上下下左右左右BAと入力するとギャラリーのボイスが578個に増える。
DEATH NOTE -Lを継ぐ者-（ニンテンドーDS）
全クリア後にタイトル画面で最後にセレクトを13回押す動作を加えて入力するとサウンドテストやムービーを見られるモードになる。
武装神姫バトルロンド
タイトル画面で↑↑↓↓←→←→BAとキー入力すると、神姫によるタイトルコールが聴ける。どの神姫が喋るかはランダム。
アニマル横町 どき☆どき進級試験! の巻（ゲームボーイアドバンス）
タイトル画面で入力すると、『アニマル横町』原作者の前川涼が「とっかえだま」の対戦キャラクターとして選択可能となる。
ボクらの太陽（ゲームボーイアドバンス）
ダンジョン「奈落」にこのコマンドが書かれた看板がある部屋があり、その中でこのコマンドを入力するとアイテムが手に入る。
ボクらの太陽 Django & Sabata（ニンテンドーDS）
太陽バンク・クリアカン支店で↑↑↓↓←→←→LRLRと入力すると『流星のロックマン』とのコラボイベントが始まる。
日本版以外ではこの機能は削除されている。
ゲゲゲの鬼太郎 危機一髪!妖怪列島（ゲームボーイアドバンス）
鬼太郎の家のメニュー画面で↑↑↓↓←→←→BAとキー入力するとゲームがモノクロ画面になる（この状態は電源を切らないと解除できない）。
悪魔城すぺしゃる ぼくドラキュラくん（ファミコン）
タイトル画面で↑↑↓↓←→←→BAと入力しゲームを開始すると、「ざんねんでした なにもないよーん」と表示され以後一切の操作を受け付けなくなる。
極上生徒会（PlayStation 2）
ミニゲーム中に↑↑↓↓←→←→□△□△を入力するとカードが透けて見える様になる。
遊☆戯☆王デュエルモンスターズ インターナショナル2（ゲームボーイアドバンス）
エンディングを見た後にデッキ編成で入力するとエンディングがいつでも見られるようになる。このことは公式ガイドブックにも載っている。
遊☆戯☆王 タッグフォースシリーズ（PSP）
パックの購入画面で入力すると、コナミのゲームソフトが元ネタとなっているカードが収録されている隠しパックが出現する。
ドラゴンコレクション（GREE）
ガッツ組手の時、コメント欄に「上上下下左右左右BA」もしくは「↑↑↓↓←→←→BA」と入力すると特技発動率100%かつ同時発動数制限が解除された特技大暴走モードが発動する。
秘書コレクション（GREE,Mobage）
交流バトルの時、コメント欄に「上上下下左右左右BA」もしくは「↑↑↓↓←→←→BA」と入力すると特技発動率100%かつ同時発動数制限が解除された特技大暴走モードが発動する。
ラブプラス+、NEWラブプラス（DS,3DS）
セーブしないで再起動した時。再起動後に彼女から「ごめんなさいって言って」などの要求が発生した場面で画面を縦にした状態で上上下下左右左右BAと入力すると要求が免除される時がある。
モンスター烈伝オレカバトル（アーケード）
新3章か新5章の敵選択画面で「↑↑↓↓←→←→」と入力すると第3章では月風魔が、第5章では時空竜ビックバイパーを強制出現させることができ、章選択画面で同様に「↑↑↓↓←→←→」と入力すると過去のコナミ作品をモチーフとしたモンスターが登場するコナミ島が出現する。
ツインビー対戦ぱずるだま（PlayStation）
「対戦ぱずるだま」モードで、対戦中にポーズをかけて「上上下下左右左右×○」と押すとたまの色が黒一色になる。また、対戦中以外（オプションモードなど）では「上上下下左右左右×○」と押すとまこりんの「頑張りまーす」と言うセリフが聞ける。
ティーンエージ ミュータント ニンジャ タートルズ2 ザ マンハッタン プロジェクト（ファミコン）
タイトル画面で入力するとコナミからのメッセージを見ることができる。
トップガン デュアルファイターズ（ファミコン）
タイトル画面でタイトルロゴをサーチライトが照らしている時にこのコマンドを入力すると、2万点ごとに増える機数が3機になる。
ジャイラス（ファミリーコンピュータ ディスクシステム）
タイトル画面で入力すると残機が30機でスタートする。
ワールドサッカーウイニングイレブン（PlayStation）
タイトル画面で「上上下下左右左右×○」と入力すると、エキシビジョンマッチでコナミチームを使用できる。
じゃりン子チエ ばくだん娘の幸せさがし（ファミコン）
タイトル画面で入力すると、メッセージの流れるスピードが早くなる。
桃太郎電鉄 ～昭和 平成 令和も定番！～（Switch）
ネットで桃鉄のゲストと対戦！のパスワード入力画面で入力すると、特定のSEが鳴る。
遊☆戯☆王ゼアル デュエルターミナル（アーケード）
コマンドを入力するミニゲーム「エネミーコントローラー」で最終局面に到達すると、画面に十字キーが出現して課題が「↑↑↓↓←→←→Bアクション」になる。
遊戯王マスターデュエル（iOS,Android,Windows,PS4,PS5,Xbox One,Xbox Series X/S,Switch）
クレジット画面でエネミーコントローラーを出現させ、コマンドを入力するとクレジットのフォントとBGMがファミコン風になる。
遊戯王ラッシュデュエル 最強バトルロイヤル!! いくぞ！ゴーラッシュ!!（Switch）
1日に1回、スタッフロール場面で入力すると、様々なアイテムがランダムで入手する。
魔城伝説II 大魔司教ガリウス（ファミコン）
各ワールドにいる「知恵の女神 アテナ」が教示する呪文を唱える（コマンドを入力する）と、大悪魔（ワールド内のボス）を召喚する。呪文は各ワールド毎に異なる。

### パチスロ
コナミグループのパチスロメーカー・KPEの機種の一部にもコナミコマンドに反応するものがある。
beatmania
ビッグボーナス終了後、メニュー画面から「秘密の小部屋」を選び、パチスロ機左側にある十字キーを「上上下下左右左右」と押した後中央の決定ボタンを押すとキャラクターの声が流れる。キャラクターの種類（男・女）によって設定の推測が可能。
マジカルハロウィン3
通常画面時にパチスロ機左側にある十字キーを中央の決定ボタンを押したまま「上上下下左右左右」と入力し、一旦決定ボタンを離した後に決定ボタンを2回押すとお宝画像のモードを切り替えることができる。
麻雀格闘倶楽部
ART中の通常画面時にパチスロ機左側にある十字キーで「上上下下左右左右」と入力すると、BGMがパチスロ『悪魔城ドラキュラ』の「trezire de spirit」に変化する。

## 特記事項・他社作品などへの採用例

### コナミ以外のゲーム作品
立体忍者活劇　天誅
タイミングやボタンの組み合わせによってさまざまな効果を受けられる。
暴れん坊天狗（メルダック）
ポーズかけてコナミコマンド入力するとライフが回復する。ただし1クレジットにつき1回だけ。
クレイジーアクアリウム（PopCap Games）
上上下下左右左右BAと入力すると研究用のタンクが現れる。
The Orange Box（Valve Software）
Xbox 360版の『The Orange Box』において、『ハーフライフ2』、『Half-Life 2:Episode One』、『Half-Life 2:Episode Two』をプレイ中にコナミコマンドを入力すると体力が25ポイント回復する。
3Dドットゲームヒーローズ（フロムソフトウェア）
メニュー画面で上上下下左右左右□△と入力すると盾が見えなくなる。
コズミックイプシロン（アスミック）
タイトル画面でコナミコマンドを入力すると「I AM NOT KONANI」と表示される。
メタルブラック（タイトー）
ボーナスステージの直前にコナミコマンドを入力することにより敵キャラクターが多数登場するが、タイムボーナスを得ることが事実上不可能となってしまうため、かえって得られる点数が少なくなってしまう。
マリオパーティ（任天堂）
ボードマップでのプレイ中、1P以外のコントローラーでポーズをし、1Pの十字キーとA・Bボタンで「上上下下左右左右BA」を入力する。成功するとキノピオの声がして、その後、ポーズしたプレイヤーのC左を入力することでプレイしているゲームの統計データを確認することができる。
シューティングラブ。2007（トライアングルサービス）
収録作品の一つ『シューティング技能検定（業務用）』にて、コナミコマンドの入力の速さと正確さを求める課題が出題される。
スターオーシャン Till the End of Time（スクウェア・エニックス）
アイテム「うさみみの聖杯」を装備し、上上下下左右左右×○と入力すると周りの敵を巻き込んで自爆する。
太鼓の達人11（ナムコ）
十露盤2000鬼譜面の玄人譜面で、譜面がモールス信号になっているところにひみつのコマンドとして「↑↑↓↓←→←→BA」とある。なお、太鼓の達人では↑や↓など入力できないため、このコマンドは実際には使用できない。
ぼくらのテレビゲーム検定 ピコッと!うでだめし（ナムコ）
オリジナルショートゲーム「コマンドを入れろ!」が4級で出題されるときのコマンドが「↑↑↓↓←→←→BA」である。
ストリートファイターII' -CHAMPION EDITION-（カプコン）
デモ画面での格闘シーン中に2プレイヤー側から上上下下左右左右中パンチ・弱パンチと入力すると、画面上部の得点表示欄が数字に変わる。この数字は筐体に電源投入後各キャラが何回選択されたかを示している。
アウトランナーズ（セガ）
デモ画面でシフトレバー、ハンドル、ペダルを使ってコナミコマンドを入力するとスタッフロールが表示される。この時流れる曲はサントラ未収録バージョンの「Meaning of the light」。
ドリームパスポート（セガ）
タイトル画面のロゴが動いている時に上上下下左右左右ABと入力するとスタッフロールが見られる。
なぞぷよ アルルのルー（セガ）
タイトル画面で上上下下左右左右21と入力するとサウンドテストが出現する。
珍道中!!ポールの大冒険（セガ）
上上下下左右左右BA（クラシックコントローラー・ゲームキューブコントローラーの場合。Wiiリモコンでは上上下下左右左右12）でネタを獲得できる場所が2箇所ある。
あつまれ!ピニャータ 〜レッツ☆パーティー〜（マイクロソフト）
タイトル画面で入力すると「クラシック ゲーマー アワード」の実績が解除される。
バイオショック・インフィニティ（テイクツー・インタラクティブ・ジャパン）
メインメニューで入力すると難易度の高い「1999モード」がアンロックされる。
ミッキーマウスIII 夢ふうせん（ケムコ）
タイトル画面で入力するとミッキーの風船の色が変わり、ハードモードになる。
チュウニズム（セガ）
AIR末期の2017年1月26日より収録されている「幸せになれる隠しコマンドがあるらしい」において、BASIC〜MASTERまで4譜面すべてにおいてALL JUSTICEを達成すると称号「↑↑↓↓←→←→BA」を獲得できる。
フォートナイト（Epic Games）
シーズンⅩ終了時のワンタイムイベントにおいて、ブラックホールの画面が出現。その状態で「↑↑↓↓←→←→BA」を入力すると、シューティングゲームが起動する。
ロケットリーグ（Psyonix）
タイトル画面で入力し、+ボタン（Switchの場合）を押すと、前作「Supersonic Acrobatic Rocket-Powered Battle-Cars」のテーマ曲が流れ、ロゴもそれのものに変わる。さらに1回目の時のみ、隠しアイテムがもらえる。
Dead by Daylight
Friday the 13th: The Game
バトルガレッガ（ライジング）
クレジット投入後タイトル画面で「上上下下左右左右ABC」と入力すると魔法大作戦の自機を使用可能になる。
ブラッドステインド:リチュアル・オブ・ザ・ナイト
追加要素のクラシックモード起動画面で「↑↑↓↓←→←→BA」を入力すると操作が難しくなる「1986」ゲームモードになる。
Vampire Survivors
タイトル画面で入力すると2800コインが手に入る。キーボードの場合は「↑↑↓↓←→←→Esc Enter」と入力する。
グランド・セフト・オート：トリロジー：決定版（Rockstar Games）
チートコードを入力するとキャラクターが「巨頭モード（Big Head Mode）」になる。
Deemo II
作中の会話で「下下上上右左右左AB」が言及され、それをとある物に入れると隠し譜面が出現。

#### 類似事例
女神天国II（ヒューネックス）
タイトル画面で上下左右上下IV II III Vと入力すると隠しモードになる。同社が開発した他のPC-FX作品にも同コマンドが使用可能。
元コナミ社員が開発していたことから、社名のHとXを入力する（方向キーでH、ボタンでXを描く）お遊びが入っている。
PlayStation移植版は上下左右上下×（方向キーでHの字を書き、その後の×ボタンでXを表す）となっている。
しょぼんのるきみん！
1作目のチュートリアルモードで、コナミコマンド（上上下下左右左右BA）をある場所で条件を満たしながら入力すればクリアとなる。また、通常（エクストラ）モードでは、XXBBYAYA下右になっている。また2作目の『しょぼんのるきみん！しょぼみと幻の遺跡』ではある条件を満たしながら「LALA」を入力すればクリアとなる。通常（エクストラ）モードではこれに変わりはなくなる。

### ゲーム以外での登場例
ラブプラス公式ウェブサイト
トップページでコナミコマンドを入力すると作品中のキャラクターが現れ「大好き」と発声する。
Googleリーダー
サイドバーの色が変わり忍者が登場する。
Twitter
ブラウザ版でキーボードの矢印キーと文字キーを使いコナミコマンドを入力すると、画面中央上部の鳥のマークが回転していた。
日本時間2023年4月4日ごろ、ブラウザ版で画面左上の青い鳥が柴犬に変更されると同時に回転ギミックが復活した。
なお、同年4月7日ごろに柴犬から青い鳥に戻ったが回転ギミックは維持されたままである。
2023年7月にロゴが青い鳥から「X」へと変更されたが、回転ギミックは維持されたままである。

SUUMO（物件検索アプリ）
設定メニュー内にある「このアプリについて」の余白上でコナミコマンドをフリック入力するとABボタンが現れ、押す順番によって異なるキャラクターが画面を横切るアニメーションの後、隠しコマンドの共有・シェアを促すポップアップが出現する。
コナミコード sites
Facebookとほかのコナミコードのページ。「上上下下左右左右BA」のJavaScript使用。
pplog
ブラウザ版でキーボードの矢印キーと文字キーを使いコナミコマンドを入力すると画面右下の骨マークがしゃちほこに変わり回転する。
Plurk（マイクロブログ）
Webブラウザ版のみ、タイムライン上でコマンドを入力すると画面上に表示された投稿スレッドが落下する。
Palm Pre
ランチャー画面にて同コマンドを入力することにより開発者向けの機能が有効になる。

Yandere Simulator（公式サイト）
Yandere Simulatorの公式サイトにてコナミコマンドを入力すると画面が暗く赤みを帯びた色合いになり、隠しキャラクター、Fun Girlのキャラクター絵とメッセージが表示される。
この状態でもう一度コナミコマンドを入力すると画面がさらに乱れる。

漫画『封神演義』（藤崎竜）
太公望が四不象に飛ぶ方向を指示する際のギャグ。
漫画『SCHOOL LIFE』
新谷明弘『ダンジョン経済におけるまほうつかいの』に収録されている短編漫画。仮想の学園世界においての設定画面で「上上下下左右左右ABAB」と入力するとアバターの描写がリアルに変化する裏モードに突入するコマンドで用いられる。
テレビアニメ版『バトルアスリーテス大運動会』第25話
額にそれぞれ「A」と「B」のボタンを有する二人のネリリ星人が二人三脚をしている時に競技相手のミランダ・アーカー・ヴァルターが発声し、ネリリ星人を暴走させた。
アニメ『おかしなガムボール』第36話
ドット絵風のキャラ・オチョが、「上にジャンプ」を2回、「下にかがむ」を2回、「左へ一歩、右へ一歩」を2回行ったあと「B、A」と言うと、何かよいことが起きる（自動販売機の前でやると空中に隠しブロックが出現してコインが手に入り、テスト中にやると答案用紙に解答が書き込まれる）。
このことに気がついたガムボールがマネをして試してみたところ、バグってフリーズした。
kiss×sis
OAD 第3話 ひみつの予行練習 冒頭でりこが豊胸のために実行する。
映画 この素晴らしい世界に祝福を!紅伝説
主人公が扉の封印を解除するために使う。
映画『シュガー・ラッシュ』
キャンディ大王がコナミコマンドを入力する場面がある。
アニメ『生徒会の一存』
エンディングテーマの曲名として「上上下下左右左右BA」が用いられている（「妄想☆ふぇてぃっしゅ!」に収録）。
アニメ『BanG Dream!』
第2期第4話で、空中飛行ができるよう改造を施された熊の着ぐるみ「ミッシェル」の飛行機能を起動させるためのコマンドとして設定されていた。
海外アニメ『ソニックトゥーン』第13話
テイルスの機転によって電脳世界に入ったオーボットとキューボットがトラップに引っかかった際、オーボットが「最後に言い残すことはある?」の問いに対して、キューボットは「うん、上上下下左右左右BAスタート」と答えた。この返答が功を成したようで、トラップの窮地から見事脱している。
ラジオ番組『伊集院光 深夜の馬鹿力』
第256回（2000年9月4日）放送の「早押しクイズQQQのQのQ」に、当時コナミが行っていた一連の商標登録や著作権訴訟への批判の意味合いで、「上上下下訴訟権利訴訟権利BA、さて、何コマンド?」という問題が投稿された。訴訟の英訳はlawsuit、権利はrightであり、左left、右rightと対応している（この件についてはコナミホールディングス#コナミの知的財産戦略も参照）。
CD『ファミコン通信プレゼンツ テラオサウルス』 / 寺尾友美
コナミコマンドをモチーフとした楽曲「Rap禁断の秘技」がトラック20に収録されている（歌唱は寺尾友美ではない）。
週刊誌『ニューズウィーク』
一時期、公式サイトでコナミコマンドを入れると、「ZOMBIES ATTACK!」という裏ページに入ることができた。ニューズウィーク広報はコナミコマンドを入れたのは本当だと認めている。
2012年フランス大統領選挙の立候補者Bayrou（バイル）のウェブサイト
トップベージ上でコナミコマンドを入力すると、ファミコン風の画像と音声が出現する。
戦え!課長ファイター
フジテレビONEのゲーム番組『ゲームセンターCX』にて製作された楽曲。大サビ前のコーラスに登場する。
TROUBLE “WAN”DER！
バーチャルYouTuber「戌神ころね」がプロデュースした楽曲。「Up & Up & Down & Down & Left & Right & Left & Right &...」という歌詞が登場する。
日本テレビ系列『夜遊び三姉妹』
番組タイトルの正式名称『ゲーマーズTV 夜遊び三姉妹 〜今夜も上上下下左右左右BA〜』に使われている。
『Google 日本語入力 モールスバージョン』ウェブサイト
「養成コース」でコナミコマンドを入力すると、入力すべきモールス信号の表示が隠され、難易度が大幅にアップする。
アタリス
アメリカ合衆国のロックバンド。「Up, Up, Down, Down, Left, Right, Left, Right, B, A, Start」というタイトルの曲がある。
マジック:ザ・ギャザリング
「コンスピラシー/Conspiracy」のアナウンスページ でコナミコマンドとエンターを入力すると、新カード「ダク・フェイデン/Dack Fayden」の画像が現れる。ズームアウトするとそのマナ・コストが判明する。
Opera（バージョン15以降）
設定画面でコナミコマンドを入力することで、隠し設定である「パワーユーザー設定」が表示される。
Google Play ゲーム
Google Play GameのAndroidアプリ上で、上上下下左右左右とフリック入力すると3つのボタンが表示され、BA▶（スタート）の順に押すと「All your game are belong to us.」という実績が解除される。
Google Play ミュージックマネージャ
同ソフトで「Google Playに接続できませんでした」エラーになる際の対応方法として、「キーボードから『↑↑↓↓→←→←ba』と入力して表示されたウィンドウの指示に従いコードを入力する」という方法が案内されている。
カナダ銀行
新しい10ドル紙幣の告知ページ でキーボードから「↑↑↓↓←→←→BA」と入力すると、画面上部からカナダ紙幣が降ってくるとともに8bitのカナダ国歌が流れてくる。2017年には花火が上がるようになっていた（2020年7月20日現在では左記の状態に戻っている）。
アニメ『ポプテピピック』
4つに分割された形で第13話の挿入歌「ポプ子にソース」の歌詞に組み込まれている。

Scratch
Makey Makey拡張機能の中に、「上上下下左右左右が順番に押されたとき」というブロックがある。
DanceSportInfo
コマンドを入力すると、突然レトロなテトリスが始まる。
テイコウペンギン
YouTube版テイコウペンギンの、「チーターになるとどうなるのか?」の3:46にてチートによる回復コマンドとして、「上上下下左右左右」が使用されている。
Amazon Alexa
「上上下下左右左右BA」と音声入力すると「スーパーアレクサモード」が起動したと返答する（実際には特に変化は無い）。
TEAM DEKARIS
アーケードゲーム・デカリスのBGMを曲にした”恋の無敵コマンド”にコナミコマンドを模したフレーズがある。ボーカルは能登有沙、松永真穂、石原夏織、小倉唯。